# 小行星2711
小行星2711（2711 Aleksandrov）是一颗绕太阳运转的小行星，为主小行星带小行星。该小行星于1978年8月31日发现。
該小行星以俄羅斯物理學家阿納托利·亞歷山德羅夫命名。

## 轨道参数
小行星2711的轨道半长轴为3.0037735 UA，离心率为0.102。